# Mihai Şubă
Mihai Şubă (1 de junho de 1947 em Bucareste, Romênia) é um Grande Mestre de xadrez romeno. A FIDE premiou Şubă com o título de Mestre Internacional em 1975, e o título de Grande Mestre em 1978. Ele venceu o campeonato de xadrez romeno em 1980, 1981 e 1985. Ele obteve notoriedade em 1982 ao obter o segundo lugar no Torneio de Candidatos, atrás de Vasily Smyslov. Şubă terminou em primeiro em Dortmund em 1983, e em primeiro, empatado, em Praga, em 1985, e Timişoara, em 1987. Em agosto de 1988, Şubă pediu asilo político no Reino Unido, jogando pela equipe inglesa no campeonato de equipes europeu de 1989, embora tenha retornado para Romênia em 1992. Em abril de 2009, seu rating ELO era de 2 542, No seu auge, foi o 30o melhor jogador de xadrez do mundo, em 1983.